# Ahnenpass

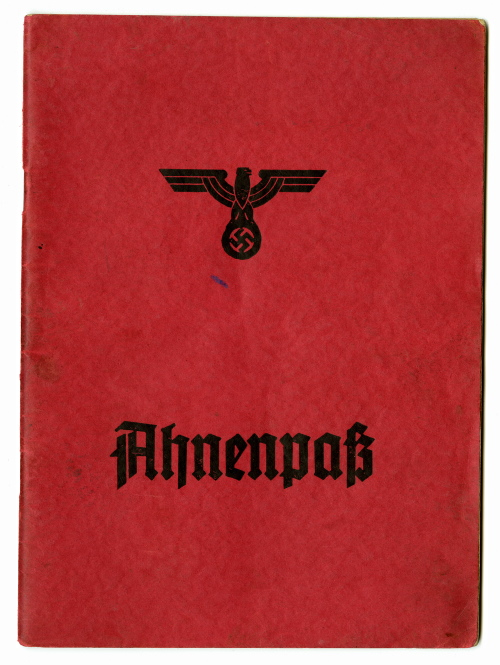
Strona frontowa Ahnenpassa

Ahnenpass – dokument aryjskiego rodowodu obywateli III Rzeszy wprowadzony w 1933 r.
Badanie aryjskiego rodowodu nie było obligatoryjne głównie ze względu na czasochłonność takiej czynności. Do przeprowadzania badania urzędnicy administracji Rzeszy potrzebowali potwierdzonej dokumentacji, w tym m.in. oryginalnych świadectw urodzin oraz ślubów, które ostatecznie miały potwierdzić rodowód aryjski.
Badania rasowe były przeprowadzane dla członków administracji oraz innych organizacji państwowych. Od wszystkich urzędników sprawujących funkcje publiczne wymagano potwierdzenia aryjskiego rodowodu.
W ciągu następnych lat wraz ze wzrostem prześladowania Żydów w Niemczech, posiadanie Ahnenpass było warunkiem wykonywania zawodu prawnika, nauczyciela, lekarza, a nawet przyjęcia do liceum.
Głównym zadaniem Ahnenpass było wykluczenie Żydów ze społeczeństwa oraz ograniczenia ich praw i swobód. Aby otrzymać dokument, należało posiadać cztery pokolenia przodków, którzy zostali uznani za „czysto aryjskich”. Wraz z wzrostem pozycji społecznej obywatela należało udowodnić głębsze pochodzenie aryjskie, np. od wysokich przedstawicieli SS wymagano posiadania aryjskich członków rodziny wstecz od roku 1750.
Od wprowadzenia Ahnenpass polityka genealogiczna III Rzeszy rozpoczęła swój największy rozkwit.